# Tiocianat de amoniu
Tiocianatul de amoniu este un compus anorganic cu formula NH4SCN, sarea cationului amoniu cu acidul tiocianic. 

## Obținere
Tiocianatul de amoniu poate fi obținut în urma reacției dintre sulfură de carbon și amoniac în soluția apoasă, în condiții de temperatură și presiune ridicate (se formează ca și intermediar ditiocarbamatul de amoniu):
{\displaystyle {\ce {{CS2}+ {2 NH3}-> {NH4SCN}+ {H2S}}}}

## Proprietăți chimice
Tiocianatul de amoniu este stabil în prezența aerului, dar prin încălzire se transformă în tiouree:
Ca și tiocianatul de potasiu, tiocianatul de amoniu este folosit în analiza chimică pentru identificarea cationului trivalent de fier Fe3+. Astfel, o soluție apoasă de tiocianat adăugată la soluția unei săruri de fier trivalent (sare ferică, cum este clorura ferică) va forma o soluție de colorație roșu-sângerie, specifică tiocianatului de fier (III):
{\displaystyle {\ce {{FeCl3}+ {3NH4SCN}-> {Fe(SCN)3}+ {3NH4Cl}}}}
Reacționează cu hidroxidul de potasiu cu formarea de tiocianat de potasiu și hidroxid de amoniu:
{\displaystyle {\ce {{KOH}+ {NH4SCN}-> {KSCN}+ {NH4OH}}}}